# Hillerød
 Denne artikel handler om selve byen Hillerød. Ordet Hillerød bruges ofte også som en kort betegnelse for Hillerød Kommune.
Hillerød er en by med 36.604 indbyggere  (2025), beliggende centralt i Nordsjælland. Den er administrativt hovedsæde for Region Hovedstaden og fjerdestørste by i denne del af Sjælland efter København, Hørsholm og Helsingør.

## Etymologi
Bynavnet Hillerød er sammensat af to led, hvor Hildis er et gammelt dansk mandsnavn, og -rød betyder "rydning" (hvor skoven er fældet og ryddet for at give plads til bebyggelse). Navnet kan tolkes som "Hildis rydning".
En tidligere mistolkning førte til, at byvåbnet indeholder et hyldetræ. Den tidligere Frederiksborg Slotssogns Kommune havde en frederiksborghest som våben.

## Historie
I stenalderen bestod landskabet i Hillerøds sydlige udkant af små tørre høje og fugtige lavninger, et dødislandskab med en lille sø. Før anlæggelsen af det nye sygehus er der siden 2012 foretaget udgravninget og afdækket bopladser fra yngre stenalder og jernalder med huse, gruber, affald og tørvegrave. Dertil kommer offerfund fra begge perioder. Udgravninger fandt det nordsjællandske mønster med beboelse på de tørre forhøjninger. Træstammer fungerede som gangbroer over de fugtige lavninger, mens trædesten og brolægning lettede færdselen. Et menneskeoffer er kommet for dagen, en ung mand dræbt for 5.500 år siden med skud af et spyd og økseslag i baghovedet, et ritual, der genkendes fra andre moselig. Den kemiske sammensætning i Sjællands moser adskiller sig fra mange af de jyske moser, så alle bløddele er forsvundet, men der er tale om et særdeles velbevaret skeletmateriale. Fra jernalderen er der fundet 20 huse i Salpetermosen og flere brønde.
Byen Hillerøds historie går egentlig ikke længere tilbage end til Christian 4.s tid. Tidligere lå der kun en lille landsby, Ilskjøb. Ved et mageskifte i 1560 kom den tillige med Hillerødsholm i Frederik 2.s besiddelse, og ved Frederiksborg Slots opførelse har byen måske fået navnet Hillerød. En af Frederik 2. i 1568 her stiftet skole blev allerede 1585 forflyttet til Sorø Kloster, "da man fornam, at Omgang med Hof-Betjentene gjorde Stedet mindre bekvem til Studeringer".
Ifølge kongeligt reskript af 6. april 1606 fik 12 gårde i Hillerød fri benyttelse af hele det jordareal, som lå mellem "Slottets Kirkegaard" (senere torvet) og Præstevangen, "imod at modtage til Logis og Opvartning det kongelige Herskabs og de fremmede Gesandters Domestikker og Tjenerskab, naar de i kongeligt Ærinde komme til Frederiksborg." Denne forpligtelse blev dog med tiden vanskelig at opfylde for borgerne, hvorfor slotskroen blev opført for kongelig regning, og byens ovennævnte forpligtelse, men rigtignok også dens ret til handel med spirituosa og navnlig brugen af det ovennævnte jordareal ("Krovangen") blev henlagt til denne. Senere gik dette areal ("Vognmandsjorderne") i årene 1728—29 over til vognmandslavet i Hillerød til benyttelse (ikke til eje); senere gik disse jorder atter over til staten.
Hvornår Hillerød egentlig blev købstad, vides ikke; ved købstædernes matrikulering 1660 var Hillerød ikke nævnt i den almindelige befaling, men blev medtaget ifølge et særligt kongeligt reskript af 26. februar 1661. I 1680 fik Hillerød sin første byfoged, tidligere var den eneste underøvrighed en ridefoged, der stod under den kongelige forvalter og lensmanden på Frederiksborg, først efter kroens ophævelse i 1732 fik byen hjemmel for fri udøvelse af fuldstændig købstadsnæring.
I årene 1581 — 1623 er der efter sigende slået mønt i Frederiksborg.
I årene 1620—22 opførtes en kirke i Hillerød, men den var kun lille og af bindingsværk, og så dårligt bygget, at den blæste om i en storm få år efter (vistnok 25. november 1625), hvorefter menigheden fik lov til at holde gudstjeneste i en af staldbygningerne ved slottet og fra omkring 1630 blev henvist til slotskirken, som fra først vist kun var bestemt for hoffet og slottets beboere. Slotspræsterne boede på slottet; først 1655, da Nørre Herlev blev føjet til som anneks, blev præstekaldet ordnet i sin senere skikkelse.

### Under enevælden
Hillerød havde også fra gammel tid haft ret til at holde 24 køer på græs i Gribskov, men ved året 1770 ønskede staten at afløse græsningsretten mod at overlade byen ca. 288 tdr. ld. af Grønholt Overdrev. Byen krævede imidlertid yderligere 100 læs gærdsel af skoven til indhegning, men fik sluttelig i stedet udvist tørvemasse til 100 læs årlig i Store Dyrehave, hvilke uddeltes blandt byens grundejere, og ligeledes udstykkedes de 288 td. ld. til grundejerne i forhold til ejendommenes størrelse. Allerede omkring 1799 ønskede dog staten at fritages for tørveleverancen i Store Dyrehave og gav som erstatning omkring 130 td. ld. af stutterijorderne, "Holmene", imod en årlig afgift af 290 rigsdaler til staten.
Indtil 1846—47 var der ingen kommunale skatter pålignede i Hillerød på grund af de temmelig betydelige særlige indtægter (nettoindtægten af Holmene og forpagtningsafgiften af et areal til venstre for Frederiksborgvejen, nemlig den såkaldte Piskerbakke eller Frydensbergslette, senere under Hillerødsholm), som tilflød byens kasse på den konto, hvoraf de særlige udgifter, der påhvilede grundejendommene, skulle afholdes. Byen har lidt meget, dels ved pesten, som rasede der 1654 og 1655 (1658—59 var den besat af de svenske tropper), ligesom den også var der 1711, dog kun i mindre grad, dels ved ildebrand, således 1698, 1733 og natten 10—11. maj 1834, hvilken sidste brand især bidrog til helt at forandre byens udseende.
Ved Hillerøds første industrivirksomhed i 1753 fik man brug for tørvebrænde til salpeterværket, hvor Frederik 5. planlagde at fremstille sit eget salpeter. Tørven kom fra Tranemosen i Hillerøds sydlige udkant; snart kom den til at hedde Salpetermosen.
I det 19. århundrede udvidede byen sig ret meget, først vest for søen lige op til slottet, og senere, efter at jernbanen var kommet, mod sydøst, hvor der opstod et helt nyt kvarter. Ligesom Hillerød skylder slottet sin herkomst, har det også senere stadig været det, der har givet byen dens vigtigste tiltrækning og en del af dens velstand. I årene 1849—59 boede Frederik 7. jævnlig på Frederiksborg, og den store brand i december 1859 afstedkom derfor et ikke ringe tab for den lille by, men genopførelsen af slottet skaffede byen en del arbejde, og siden øvede det genoprejste slot med sit nationalhistoriske museum endnu mere tiltrækning end før.
I Hillerød fødtes 1805 biskop P.C. Kierkegaard.
Brande sammen med nedrivning af gamle huse i løbet af anden halvdel af det 20. århundrede betyder, at der kun er meget få historiske huse tilbage i byen. Den gamle provinsbys udseende kan dog stadig opleves i den ene side af Bakkegade og i området omkring Nyhuse.

### Den ældre industrialisering
Under industrialiseringen var det især Nordstensfabrikkerne i Hillerøds centrum, der blev byens livsnerve.
I midten af 1800-tallet havde Hillerød 2 damp- og 3 almindelige brændevinsbrænderier, 2 ølbryggerier, 3 garverier, 1 klædefabrik, hørspinderi og uldspinderi med 12 ansatte, 1 bomuldsvæveri, 1 tobaksfabrik, 3 farverier, 1 felberederi, 1 teglbrænderi, 1 pottemageri, 1 skedevands- og farvefabrik og 1 bogtrykkeri. Desuden fandtes 2 vindmøller og 1 vandmølle samt en dampmølle. Byen havde 4 gæstgiverier. I 1872 havde byen 2 dampbrænderier og 1 almindeligt brændevinsbrænderi, 2 ølbryggerier, 5 maltgørerier, 2 garverier, 2 klædefabrikker og uldspinderier, 1 tobaksfabrik, 2 farverier, 1 pottemageri og 2 bogtrykkerier. På byens grund fandtes desuden 2 savværk, 2 vindmøller og 1 vandmølle samt 2 dampmøller. Byen havne nu 3 gæstgiverier. Ved århundredeskiftet havde byen 1 jernstøberi og maskinfabrik, 3 maskinværksteder, 1 dampbrænderi, 2 maltgørerier, 2 garverier, 1 klædefabrik, 2 tobaksfabrikker, 1 farveri, 1 pottemageri og 3 bogtrykkerier. Desuden fandtes i byen og på dens grund: 2 savværker, 1 vejr- og 1 vandmølle samt 2 dampmøller. I byen fandtes 4 hoteller og 13 gæstgiverier.
Hillerøds befolkning var stigende i slutningen af 1800-tallet og begyndelsen af 1900-tallet: 1.929 i 1850, 2.292 i 1855, 2.301 i 1860, 2.533 i 1870, 3.059 i 1880, 3.731 i 1890, 4.572 i 1901, 5.156 i 1906 og 5.551 i 1911.
Efter næringsvej fordelte folkemængden 1890 sig i følgende grupper: 1.341 levede af håndværk og industri, 834 af handel og omsætning, 633 af immateriel virksomhed, 131 var jordbrugere, 12 gartnere, 481 levede af andre erhverv, 201 af deres midler, 57 nød almisse, og 41 hensad i fængsel. Ifølge en opgørelse for 1906 var fordelingen følgende: 468 levede af immateriel virksomhed, 216 af landbrug, 1 af fiskeri, 2.526 af håndværk og industri, 894 af handel mm, 363 af samfærdsel, 345 var kapitalister og aftægtsfolk, 166 fik offentlig understøttelse, 177 havde ikke opgivet indkomstkilde.

### Mellemkrigstiden
Gennem mellemkrigstiden var Hillerøds indbyggertal voksende: i 1921 6.069, i 1925 6.281, i 1930 6.822, i 1935 7.608, i 1940 8.199 indbyggere. Men samtidig skete der en vækst i forstaden Nyhuse og mere spredt, hvor der bosatte sig en række personer med arbejde i Hillerød.
| År                     | 1921  | 1925  | 1930   | 1935   | 1940   |
| ---------------------- | ----- | ----- | ------ | ------ | ------ |
| Hillerød købstad       | 6.069 | 6.281 | 6.822  | 7.608  | 8.199  |
| Nyhuse mm              | 2.163 | 3.040 | 3.232  | 3.437  | 3.719  |
| Hillerød med forstæder | 8.232 | 9.321 | 10.054 | 11.720 | 12.724 |

Ved folketællingen i 1930 havde Hillerød 6.822 indbyggere, heraf ernærede 683 sig ved immateriel virksomhed, 2.466 ved håndværk og industri, 1.196 ved handel mm, 642 ved samfærdsel, 250 ved landbrug, skovbrug og fiskeri, 629 ved husgerning, 849 var ude af erhverv og 107 havde ikke oplyst indkomstkilde.
| Næringsveje            | Landbrug m.v. | Håndværk, industri | Handel og omsætning | Transport | Immateriel virksomhed | Hus- gerning | Ude af erhverv | Uangivet | I alt  |
| ---------------------- | ------------- | ------------------ | ------------------- | --------- | --------------------- | ------------ | -------------- | -------- | ------ |
| Hillerød købstad       | 250           | 2.466              | 1.196               | 642       | 683                   | 629          | 849            | 107      | 6.822  |
| Nyhuse                 | 99            | 936                | 299                 | 219       | 218                   | 200          | 349            | 21       | 2.341  |
| Andre bebyggelser      | 77            | 465                | 77                  | 94        | 13                    | 58           | 99             | 8        | 891    |
| Hillerød med forstæder | 426           | 3.867              | 1.572               | 955       | 914                   | 887          | 1.297          | 136      | 10.054 |

### Efterkrigstiden
Efter 2. verdenskrig fortsatte Hillerød sin befolkningsvækst. I 1945 boede der 8.887 indbyggere i købstaden, i 1950 10.023 indbyggere, i 1955 10.840 indbyggere, i 1960 11.605 indbyggere og i 1965 12.832 indbyggere. Forstadskommunen Frederiksborg Slotssogn med Nyhuse var nu så udbygget, at den i sin helhed regnedes som forstad til Hillerød. I Harløse Sognekommune voksede en ny forstad, Lille Ullerød, frem vest for Hillerød.
| År                      | 1945   | 1950   | 1955   | 1960   | 1965   |
| ----------------------- | ------ | ------ | ------ | ------ | ------ |
| Hillerød købstad        | 8.887  | 10.023 | 10.840 | 11.605 | 12.832 |
| Frederiksborg Slotssogn | 5.136  | 5.644  | 5.749  | 6.081  | 6.851  |
| Lille Ullerød           | 273    | 333    | 390    | 461    | 1.091  |
| Hillerød med forstæder  | 14.023 | 16.000 | 16.979 | 18.147 | 20.774 |

Byudviklingen bevirkede, at der blev nedsat et byudviklingsudvalg, som udarbejdede en byudviklingsplan for Hillerød-egnen omfattende både købstaden, forstadskommunen og flere landkommuner.
Hillerød har i det 20. århundrede spillet en betydelig rolle som handelsby for Nordøstsjælland. I 1963 blev vedtaget en centerplan, der forudsatte omfattende nedrivninger for at give plads til 5.000 parkeringspladser. Planen blev imidlertid ikke realiseret i det forudsete omfang.

### Efter kommunalreformen 1970
I 1992 opførtes imidlertid et særligt butikscenter, Slotsarkaderne, på 45.000 m2 med omkring et halvt hundrede forretninger, et lavprisvarehus, parkeringshuse, betydelige kontorlokaler, boliger samt et musik- og kulturhus.
Byen oplever i disse år en eksplosiv stigning i både bolig- og erhvervsbyggeri. Flere hundrede nye boliger skyder op overalt i Hillerød, før især i de nye boligområder i Sophienborgkvarteret og Ullerødbyen, som begge ligger i Hillerød Vest, men de senere år også i bymidten.
Frederiksborg var et alternativt navn for byen indtil omkring 1910.[kilde mangler] Det fremgår bl.a. af gamle poststempler.

## Geografi
Byen set fra luften former sig som et Y. Med en vestlig, østlig og sydlig del. Mod nord og øst er byen primært omgivet af skovene Lille og Store Dyrehave, Gribskov samt Stenholtsvang. Mod syd og vest er byen primært omgivet af marker.
Slotshaven i Hillerød centrum ligger i læ af Skansebakken, som er Hillerøds højeste punkt (80 meter over havets overflade), der hæver sig helt fra centrum ud mod øst, og skaber udsigt til både Frederiksborg Slot og Fredensborg Slot. Fra den fredede bakketop, i den østlige ende af Skansebakken, er der i klart vejr tilmed udsigt til Kullen (i Sverige) og Esrum Sø mod nord, og Øresund og bakken foran Helsingør mod øst.

## Handel og erhverv
Byen er desuden et industrielt centrum i omegnen og har gode indkøbsfaciliteter, primært i form af gågader (Helsingørsgade og Slotsgade, samt Hillerød Torv) og butikscentret Slotsarkaderne (udvidet 2007)
I den sydvestlige del af byen finder man Hillerøds erhvervslivs tre sværvægtere; Novo Nordisk, Foss og Fujifilm Diosynth Biotechnologies. Novo og Diosynth betaler delvist for buslinier mellem firma og Hillerød Station. Af andre store arbejdspladser kan nævnes ATP og Hillerød Hospital, som med mere end 3.500 ansatte er Nordsjællands største arbejdsplads.

## Kulturliv
Hillerød huser et rigt kulturliv både inden for sport, kunst og musik mv.
Inden for kunst og musik er det især amatørkunstnerne, der gør sig gældende i de nyopførte faciliteter bag Hillerød Bibliotek, men fra tid til anden gæster både nationale og internationale stjerner byen og optræder som regel i enten Støberihallen eller i det netop udbyggede (2006) Frederiksborgcenteret, der også huser store messer og konferencer.
Et nyt kulturhus-projekt kaldet Titaniumsslottet har også været til debat.
Hillerøds kulturhistoriske museum, Folkemuseet blev stiftet i 1923 som Nordsjællandsk Folkemuseum. Museet har fire afdelinger: Elværket – Frederiksgade 11 (særudstillinger & administration), Hillerød Bymuseum (byens historie og grafisk museum), Husmandsstedet ved Sophienborg (frilandsmuseum) og Æbelholt Kloster.
På sportssiden kan Nordsjælland Håndbold, fremhæves som i 2006 rykkede op i håndboldligaen. Også Hillerød Badmintonklub har fostret spillere til eliten – bl.a. verdensmesteren Peter Rasmussen.
Men Hillerød huser herudover mange sportsklubber, bl.a. tennis, bordtennis, amerikansk fodbold, basketball, svømning, løb, triatlon, petanque.
Endvidere huser byen en række fodboldklubber: Kongens Vænge Boldklub, Hillerød GI (Morten Wieghorst, Jesper Beck og Jeppe Curth), Frederiksborg IF, Ålholm IF og Brødeskov IF.
Visse initiativtagere har luftet ideer om et nyt stadionprojekt, der skulle lokke FC Nordsjælland til byen, hvilket igen ville skaffe topfodbold byen – hvilket der ikke har været siden HGI's kvinder rykkede ud af kvindeligaen.
Det nuværende Hillerød Stadion rummer 10.000 ståpladser og er både fodbold- og atletikstadion. Stadionet ligger i byens vestlige del.
Byen har to biografer. En Nordisk Film-biograf på Ndr. Jernbanevej med fem sale kaldet Nordisk Film Biografer Hillerød og Café Slotsbio, Nordsjællands Art Cinema, på Frederiksværksgade med én sal og som mere viser nicheforestillinger. To biografer er nedlagt; der var Kosmorama i Slotsgade samt Bio Torvet.
Af kendte musikere kan der blandt andet nævnes rapperne Jokeren og Rasmus Berg (B).

## Seværdigheder og turisme
I bymidten finder man seværdigheden Frederiksborg Slot, hvor danske konger blev kronet i årene mellem 1671 og 1840. Frederiksborg Slot er kåret til en af Danmarks ni største turistatattraktioner og besøges hver uge af tusindvis af turister.
I byens vestlige udkant findes Æbelholt Klosterruin. Hvert år afholdes Æbelholt Klostermarked ved Klosterruinen i midten af juni i anledning af munken Sankt Wilhelms festdag den 16. juni.
Hillerød Bymuseum findes i Frederiksborg Slotshave og viser Hillerød bys historie fra middelalderen til i dag. Museet indeholder også et grafisk museum, der arbejder hver onsdag. Hillerød Bymuseum er åbent maj til oktober.

## Uddannelse
Også på uddannelsesområdet er Hillerød centrum for mange af omegnens elever og studerende. Af uddannelsesinstitutioner kan bl.a. nævnes: Professionshøjskolen Metropol - Metropolitan University College, Frederiksborg Gymnasium og HF, Knord, Erhvervsakademiet Nordsjælland, Erhvervsskolen Nordsjælland, Laborantskolen (en del af Cphbusiness), pædagogseminarium (en del af Professionshøjskolen UCC), HF & VUC Nordsjælland og Pharmakon.
Af kommuneskoler findes der i Hillerød: Grønnevang Skole, Frederiksborg Byskole, Hillerødsholmskolen, Ålholmskolen, Sophienborgskolen, 10. Klasseskolen (HUC), Alsønderup Skole og Brødeskov Skole.
Af privatskoler findes der i Hillerød: Hillerød Privatskole, Marie Mørks Skole, Hillerød Lille Skole, Kontiki-skolen, Den altenative Skole og Johannesskolen.

## Infrastruktur
Hillerød er også trafikalt centrum for en stor del af Nordsjællands trafik. Hillerød Station betjener flere toglinjer: S-togets linje A mod København har endestation her, lige som lokalbanerne til Hundested (Frederiksværk), Gilleleje, Tisvildeleje og Helsingør. Ligeledes betjenes et stort antal buslinjer, der forgrener sig ud i hele Nordsjælland. Favrholm Station åbnede ved Nyt Hospital Nordsjælland i 2023.
Hillerød Kraftvarmeværk forsyner området med fjernvarme og elektricitet.

## Kirker og sogne
Den mest kendte kirke i Hillerød er Frederiksborg Slotskirke, hvor Prins Joachim og Alexandra Manley blev viet i november 1995. Hillerøds kirker har haft en omskiftelig tilværelse. I lange perioder har byen måttet nøjes med Slotskirken som sognekirke, men i nutiden er der fire kirker med tilhørende sogne: Grønnevang Kirke, Præstevang Kirke, Ullerød Kirke og Hillerød Kirke; herudover findes en del frikirker som f.eks. Frikirken Hillerød.
I Hillerød findes der også en katolsk kirke. 2. marts 1986 blev den katolske kirkes bygning i Møllestræde i Hillerød af biskop Hans L. Martensen indviet til Sankt Vilhelm af Æbelholt. Kirken kendes under navnene Katolsk Kirke Hillerød og Sankt Vilhelms Kirke. 
Abbed Sankt Vilhelm er en af fem officielle danske helgener. Den danske katolske kirke regner med langt flere. 
Abbed Vilhelms dag er 16. juni. Derfor arrangerer Hillerød Folkemuseum altid to klosterdage ved  Æbelholt klosterruin netop omkring denne dato. Klosterdagene indledes altid med en gudstjeneste, hvor de fleste udklædte munke og nonner gerne deltager. Hvert andet år er gudstjenesten luthersk og hver andet år katolsk.

## Venskabsbyer
Hillerød har fire nordiske venskabsbyer.
- Ólafsfjörður, Island
- Karlskrona, Sverige
- Lovisa, Finland
- Horten, Norge

## Billeder fra Hillerød
- Hillerød Kirke
- Det Gamle Rådhus i Hillerød - senere tinghus. Tegnet af Hillerøds daværende stadsarkitekt Vilhelm Holck. Opført 1887-88.[38] Bl.a. brugt i flere afsnit af serien Matador.
- Fisketorvet